# Rawa Sari (Buay Pemuka Bangsa Raja)
Rawa Sari is een bestuurslaag in het regentschap Ogan Komering Ulu van de provincie Zuid-Sumatra, Indonesië. Rawa Sari telt 959 inwoners (volkstelling 2010).